# Pararge synclymene
Pararge synclymene är en fjärilsart som beskrevs av Jacob Hübner 1816. Pararge synclymene ingår i släktet Pararge och familjen praktfjärilar. Inga underarter finns listade i Catalogue of Life.